# Tir als Jocs Olímpics d'estiu de 1912 - Carrabina, 25 metres
La competició de carrabina, 25 metres va ser una de les divuit proves de programa de Tir dels Jocs Olímpics d'Estocolm de 1912. Es disputà el 5 de juliol de 1912 i hi van prendre part 36 tiradors procedents de 8 nacions.

## Medallistes
| Or                     | Plata                        | Bronze                |
| Vilhelm Carlberg (SWE) | Johan Hübner von Holst (SWE) | Gideon Ericsson (SWE) |

## Resultats
| Pos.   | Tirador                 | Nació        | Objectius | Punts |
| ------ | ----------------------- | ------------ | --------- | ----- |
| Or     | Vilhelm Carlberg        | Suècia       | 25        | 242   |
| Plata  | Hübner von Holst        | Suècia       | 25        | 233   |
| Bronze | Gideon Ericsson         | Suècia       | 25        | 231   |
| 4      | Joseph Pepe             | Regne Unit   | 25        | 231   |
| 5      | Bob Murray              | Regne Unit   | 25        | 228   |
| 6      | Axel Gyllenkrok         | Suècia       | 25        | 227   |
| 7      | William Pimm            | Regne Unit   | 25        | 225   |
| 8      | Fred Hird               | Estats Units | 25        | 221   |
| 9      | Harry Burt              | Regne Unit   | 24        | 222   |
| 10     | Robert Löfman           | Suècia       | 24        | 221   |
| 11     | Erik Odelberg           | Suècia       | 24        | 219   |
| 12     | Edward Lessimore        | Regne Unit   | 24        | 218   |
| 13     | William Styles          | Regne Unit   | 24        | 216   |
| 14     | Neil McDonnell          | Estats Units | 24        | 212   |
| 15     | Gustaf Boivie           | Suècia       | 24        | 212   |
| 16     | Ed Anderson             | Estats Units | 24        | 208   |
| 17     | Warren Sprout           | Estats Units | 24        | 205   |
| 18     | Frangiskos Mavrommatis  | Grècia       | 24        | 204   |
| 19     | Léon Johnson            | França       | 24        | 203   |
| 20     | Eric Carlberg           | Suècia       | 23        | 219   |
| 21     | Ioannis Theofilakis     | Grècia       | 23        | 214   |
| 22     | William Milne           | Regne Unit   | 23        | 212   |
| 23     | Francis Kemp            | Regne Unit   | 23        | 206   |
| 24     | Bill Leushner           | Estats Units | 23        | 206   |
| 25     | Axel Wahlstedt          | Suècia       | 23        | 200   |
| 26     | Aleksandr Dobrzhansky   | Rússia       | 23        | 190   |
| 27     | Pierre Gentil           | França       | 23        | 176   |
| 28     | Arthur Nordenswan       | Suècia       | 22        | 200   |
| 29     | David Griffiths         | Regne Unit   | 22        | 192   |
| 30     | Nikolaos Levidis        | Grècia       | 22        | 192   |
| 31     | Povl Gerlow             | Dinamarca    | 21        | 174   |
| 32     | Vladimir Potekin        | Rússia       | 20        | 171   |
| 33     | Sándor Török de Szendrő | Hongria      | 18        | 146   |
| 34     | Carl Osburn             | Estats Units | 18        | 146   |
| 35     | Robert Jonsson          | Suècia       | 17        | 143   |
| 36     | Iakovos Theofilas       | Grècia       | 14        | 116   |